# Sikko Popta Haak
Sikko Popta Haak (Zutphen, 17 juli 1876 - Arnhem, 9 februari 1937) was een Nederlands pedagoog en historicus.
Haak ging naar het gymnasium in Zutphen en ging Nederlandse Literatuur studeren vanaf 24 september 1894 bij de Universiteit Leiden. In 1901 promoveerde hij met het literatuurwerk Paulus Merula 1558-1607 en ging vervolgens als dokter in de filosofie samenwerken met Petrus Johannes Blok. Hij werd vervolgens aangesteld als hoogleraar Geschiedenis van de Nederlandse Taal in Brielle en te Arnhem aan het Willemsplein. Vanaf 1919 tot 1937 was hij lid van het Historisch Gezelschap in Arnhem en werd hij auteur (met de naam S.P. Haak) van het Nieuw Nederlandsch Biografisch Woordenboek. In opdracht van de provincie Gelderland maakte hij naam als auteur van boeken over de geschiedenis van Gelderland. Zijn biografische essays over Johan van Oldenbarnevelt en Paulus Merula brachten hem nog meer bekendheid.
Hij is begraven op Moscowa in Arnhem.

## Werken (selectie)
- De plooierijen, in het bijzonder in het kwartier van Veluwe. 1908
- De rijksmunten in Gelderland tot het begin van de 18de eeuw. 1912
- Analogie of wet in de geschiedenis. 1914
- Gelderland benoorden den Rijn. 1914
- Het oudste Geldersche wapen. 1916
- Brielle als vrije en bloeiende handelstad in de 15e eeuw. 1919
- De wording van het conflict tusschen Maurits en Oldenbarnevelt. 1919
- Het aandeel van Willem Lodewijk aan het offensief van 1590. 1920
- Een fragment van Merula’s Geldersche geschiedensis. In: Bijdragen en Mededelingen. Bd.  29 (Jg. 1926) S. 155-156
- Een verslag van den landdag te Arnhem in september 1578 gehouden. In: Bijdragen en Mededeelingen Gelre. Bd. 30 (Jg. 1927) 219-223. [HVL]
- Johan van Oldenbarnevelt bescheiden betr. Zijn staatkundig Bedrüf en siine Familie. 1934, 1962, 1967, 2008
- Brielle as vrije en bloeiende Handelsstadt in de 15de eeuw. In: Biidragen voor vaderl. Geschiedenis. Bd. 10, 1/2, S. 7-66

## Weblink
- Biografieën, werken en teksten bij de Digitale Bibliotheek voor de Nederlandse Letteren (dbnl)